# Philip Hellquist
Philip Nikola Björn Hellquist (Stoccolma, 21 maggio 1991) è un calciatore svedese, attaccante del Taby FK.

## Carriera
Hellquist, cresciuto nel sobborgo stoccolmese di Kista, è entrato nel vivaio del Djurgården all'età di cinque anni, svolgendo tutta la trafila del settore giovanile. Prima di esordire in prima squadra, si erano interessate a lui squadre estere come Arsenal, Birmingham City ed Empoli.
Nonostante avesse da poco compiuto 17 anni, Hellquist ha debuttato in Allsvenskan il 2 luglio 2008, nei minuti finali della partita tra il Djurgården e l'Elfsborg. Nell'arco di quella stagione è stato utilizzato in 8 partite di campionato, partendo titolare in due di queste. Il 12 luglio 2009 ha giocato una partita in Superettan in prestito al Vasalund, servendo un assist, poi è tornato al Djurgården.
Il 6 aprile 2010 ha avuto modo di realizzare il primo gol da professionista, con un diagonale che ha portato temporaneamente in vantaggio la sua squadra sul campo dell'IFK Göteborg. Il 1º maggio 2011 ha realizzato invece la sua prima doppietta in Allsvenskan, ma le due reti sono state rese vane dalla sconfitta per 3-2 in trasferta contro il Trelleborg.
Per il 2013 è stato girato in prestito in seconda serie all'Assyriska, al fine di trovare più spazio. La sua stagione tuttavia è stata segnata dalla rottura della caviglia occorsagli in precampionato, infortunio che lo ha tenuto fuori causa per circa cinque mesi. Per l'annata seguente, nell'ultimo anno di contratto, ha fatto rientro al Djurgården con cui ha collezionato altre 18 presenze, gran parte di esse subentrando dalla panchina.
Hellquist ha iniziato la sua prima parentesi all'estero nel gennaio 2015, quando ha accettato l'offerta degli austriaci del Wiener Neustadt per un anno e mezzo. Il successivo 14 febbraio ha esordito in occasione della sconfitta per 0-2 contro il Red Bull Salisburgo. Una settimana dopo ha segnato i suoi primi due gol austriaci nel 3-3 contro lo Sturm Graz. In estate tuttavia, complice la retrocessione del Wiener Neustadt, il giocatore è stato acquistato da un altro club austriaco, il Wolfsberger AC, con cui ha firmato un contratto di due anni.
Dopo i due anni e mezzo trascorsi in Austria, Hellquist ha fatto ritorno nel massimo campionato svedese nell'agosto 2017, quando è stato ingaggiato a parametro zero dal Kalmar con un breve contratto fino alla fine del campionato. Ha realizzato una rete in 9 partite.
Nel febbraio 2018 ha iniziato una nuova esperienza all'estero, questa volta con i greci del PAS Giannina. Dopo pochi mesi, alla riapertura della finestra estiva di mercato, è ritornato a Stoccolma per giocare in Allsvenskan con il Brommapojkarna. Nonostante la rimanente parte di stagione sia terminata con la retrocessione in Superettan, Hellquist è ugualmente rimasto in rosa. Complice anche l'ulteriore retrocessione che ha portato il Brommapojkarna in terza serie, nel gennaio 2020 Hellquist è volato in Corea del Sud per far parte del Chungnam Asan, club militante nella K League 2.
Dopo una breve parentesi in Finlandia al KuPS nella prima metà del 2021, ad agosto è tornato al Brommapojkarna, che nel frattempo era rimasto in terza serie. Con i rossoneri ha conquistato due promozioni nel giro di una stagione e mezzo, contribuendo con 1 rete in 9 partite alla promozione ottenuta al termine dell'Ettan 2021 e con 5 reti in 21 partite alla promozione ottenuta al termine della Superettan 2022.
Hellquist non ha seguito tuttavia il Brommapojkarna nel campionato di Allsvenskan poiché nel gennaio 2023 egli è ripartito nuovamente dalla terza serie nazionale, con l'ingaggio da parte del Täby FK.